# Ronda del Carril (la Garriga)
La ronda del Carril és un carrer del municipi de la Garriga (Vallès Oriental) que forma part de l'Inventari del Patrimoni Arquitectònic de Catalunya. En concret, es tracta dels dos carrers que hi ha a costat i costat de la via fèrria i que, paral·leles a aquesta, travessen la població de nord a sud. Llevat dels trams molt curts, el carrer encara no ha estat empedrat i la superfície és de sorra i no hi ha voreres.

## Història
La ronda del Carril va néixer en el mateix moment que es va fer passar per la Garriga la línia fèrria Barcelona-Vic-Ripoll. El carrer va ser pensat per a construir-hi a banda i banda les torres que calia aixecar per a satisfer la demanda de cases d'estiueig que la burgesia urbana sol·licitava. El fet que la majoria de les torres que trobem a banda i banda de la ronda hagin estat construïdes a les darreries del s. XIX i principis del XX fa que l'arquitectura modernista i noucentista s'hi trobi representada amb escreix.

## Edificis destacats
- Casa Josefa Solo Blanch, al núm. 2
- Casa Mercè Nadal, al núm. 4
- Casa Neus Galwey, al núm. 6 (enderrocada)
- Vil·la Conxa, al núm. 12
- Casa Enric Pérez, al núm. 18
- Casa Lluís Marín Mir, al núm. 25
- Casa Mercè Pla Masgrau, al núm. 30
- Casa Emili Sala Cortès, al núm. 36
- Vil·la Adauta, al núm. 65
- Torre Sant Miquel, al núm. 67
- Can Clausolles, al núm. 78
- Casa Domènech Pujadas, al núm. 83
- Casa Josep Sunyol, al núm. 85-87
- Escoles Sant Lluís, al núm. 92